# Sungai Gerong (Banyuasin I)
Sungai Gerong is een bestuurslaag in het regentschap Banyuasin van de provincie Zuid-Sumatra, Indonesië. Sungai Gerong telt 3799 inwoners (volkstelling 2010).